# Bulbul modeste
Chlorocichla simplex
Espèce
Statut de conservation UICN

 LC  : Préoccupation mineure
Le Bulbul modeste (Chlorocichla simplex) est une espèce de passereau de la famille des Pycnonotidae.

## Répartition
Son aire s'étend à travers l'Afrique équatoriale.

## Habitat
Son habitat naturel est les forêts sèches, les forêts et zones de broussailles humides subtropicales ou tropicales.